# Proponent
Der Proponent (von lateinisch proponere: vorlegen, vorschlagen, veraltet und österreichisch für Antragsteller) ist die Bezeichnung für eine Person, von der etwas ausgeht bzw. initiiert wird.

## Dialogische Logik
In der dialogischen Logik und im Kontext von Dialogen bezeichnet der Proponent denjenigen Partner eines Dialogs, der diesen eröffnet und eine Behauptung aufstellt. Sein Gegenpart wird als Opponent bezeichnet.
Der Dialog verläuft grundsätzlich wie folgt: Der Proponent stellt eine Behauptung auf. Der Opponent greift die aufgestellte Behauptung an, der Proponent verteidigt sie. Wenn der Proponent seine Behauptung erfolgreich verteidigen kann, dann ist er der Gewinner, sonst ist dies der Opponent.

## Antragsteller in Österreich
Als Proponent wird in Österreich der Antragsteller bei einer Vereinsgründung bezeichnet. Im weiteren Sinn ist Proponent ein Mensch, von dem etwas ausgeht. 

## Verwendung in der Literatur
Der Schriftsteller Christoph Ransmayr spricht von Proponenten in seinen Romanen und Geschichten. Ebenso erscheint der Begriff in Magellan von Stefan Zweig.